# Serafí de Centelles Riu-sec i Ximénez de Urrea
Serafí de Centelles Riu-sec i Ximénez de Urrea (Oliva, 146... - 1536), baró de Nules i segon comte d'Oliva, fou un noble i militar del Regne de València.

## Ascendència i descendència
Fill de Francesc Gilabert de Centelles Riu-sec i de Queralt, conegut també per Ramon de Riu-sec, es casà Magdalena de Pròxita, filla de Joan de Pròxita, senyor de Palma i Ador, i no tingué descendència. El comtat l'heretaria el seu nebot, Francesc Gilabert de Centelles-Riu-sec i Fernández de Heredia.

## Biografia
Devia ser menor d'edat quan prengué possessió de la seua herència, ja que sa mare l'assisteix "com a tutora". Serafí va combatre al servei de Ferran el Catòlic a Nàpols i al setge de Màlaga de 1487.
La seua residència estigué entre Oliva i València, ciutat en la qual fou un personatge de primer ordre en la vida cortesana, política o financera. Mostres d'això són que portà un dels bordons del pal·li de brocat sota el qual va fer l'entrada solemne la reina Isabel la Catòlica a la ciutat (15 de novembre de 1481); actuà com a jutge de les justes organitzades a la plaça del Mercat el 1507 per celebrar la presència de Ferran el catòlic i Germana de Foix en tornar de Nàpols; en representació de l'estament nobiliari, juntament amb el duc de Gandia, li besà la mà a la mateixa Germana de Foix quan arribà a València l'11 de desembre de 1523 per ser jurada com a virreina.
Serafí de Centelles tenia un palau al carrer dels Cavallers de València, conservat en l'actualitat però molt reformat, on s'acomodà Germana de Foix quan se celebraven a la catedral els funerals del seu segon marit. També allotjà altres personatges importants com l'infant Fortuna, Enric d'Aragó i Sicília, duc de Sogorb, quan assistia a les festes celebrades el 9 d'octubre de 1494.
Mecenes i protector de les lletres, les arts i els humanistes, va ser també poeta diletant. És autor d'unes Cobles, d'uns poemes que apareixen en el Cancionero de Hernando del Castillo (publicació que va sufragar), i d'un sonet dedicat a Ariosto al final de la traducció castellana que va fer Jerónimo de Urrea d'Orlando Furioso. Gaspar Gil Polo l'inclogué entre els poetes valencians en el seu Canto del Turia. Fou també protector de l'humanista Joan Baptista Anyés, al qual va escollir com a preceptor del seu nebot i successor Francesc Gilabert de Centelles Riu-sec. Joan Lluís Vives li escrigués una dedicatòria elogiosa: "T'envie, paladí invicte, aquestos dos opuscles meus com a qui, en aquesta nostra ciutat, al més enaltit llinatge i a les riqueses més copioses, va agregar la més peregrina erudició... I, atés que tu ets, com ningú, destre en la ciència i record de les coses passades, que és la font de la saviesa...". També al Col·loqui XXII de Vives, Serafí de Centelles protagonitza amb dos aristòcrates lletraferits un passeig per valència, acabant l'itinerari al seu casal del carrer dels Cavallers.
Durant la guerra de les Germanies el II comte d'Oliva va participar decididament, assistint a les reunions dels nobles, ajudant a sufragar les ambaixades que enviaven a l'emperador, o no acudint a la capital quan li ho demanà la Junta dels Tretze per tal que no s'interpretés com un aval als agermanats. Segons Escolano, davant la tebiesa del virrei, Serafí va concertar amb l'almirall d'Aragó i el duc de Gandia, que s'aplegaren a Gandia tots els senyors i cavallers dels regne. Hi acudiren dos-cents trenta a cavall i varen marxar a la vall d'Alfàndec, hostajant-se el comte (amb la seua bandera i quaranta cavalls) al monestir de la Valldigna. D'allí enviaren avís al virrei a Dénia, suplicant-li que acudira a fer la guerra als agermanats que estaven pròxims. El virrei hi acudí i convocà a tots per a l'endemà 23 de juliol. Malgrat la pròpia opinió, el virrei acabà cedint als insistents arguments de Joan de Borja i Serafí de Centelles i encarregà la direcció de l'avantguarda al comte d'Oliva. Durant la batalla de Gandia l'artilleria agermanada feu una ràpida destrossa en la cavalleria del virrei, que junt a la major part de nobles fugí a Dénia. Embarcà en aquesta ciutat, junt a molts altres nobles del regne, i convencé al virrei que no abandonara el regne (tenia intenció d'anar a Cartagena) i es dirigira a Peníscola.
En dues ocasions més tornà Serafí a lluitar, el 14 d'abril de 1522 prop de Canals, on el feriren d'una pedrada, i el 2 de setembre en el pla d'Alfarrasí, entre Guadasséquies i Bellús.
A Serafí de Centelles s'atribueix la construcció, o la remodelació, del palau comtal dels Centelles d'Oliva. Els motius que indiquen aquest fet serien que durant les Germanies el palau fou saquejat i en acabar la guerra rebé una compensació de 7.000 ducats. A més en la segona dècada del segle es descobriren unes pedreres de marbre de gran qualitat, i que a partir de la tercera dècada ja existiria al país una certa infraestructura capaç d'executar fusts i capitells com els de Gènova, utilitzats al palau.